# Angelo Carletti
Angelo Carletti, conosciuto come Angelo da Chivasso (Chivasso, 1410 – Cuneo, 11 aprile 1495), è stato un francescano, letterato e umanista italiano.
È venerato come beato dalla Chiesa cattolica e viene ricordato l'11 aprile.

## Biografia

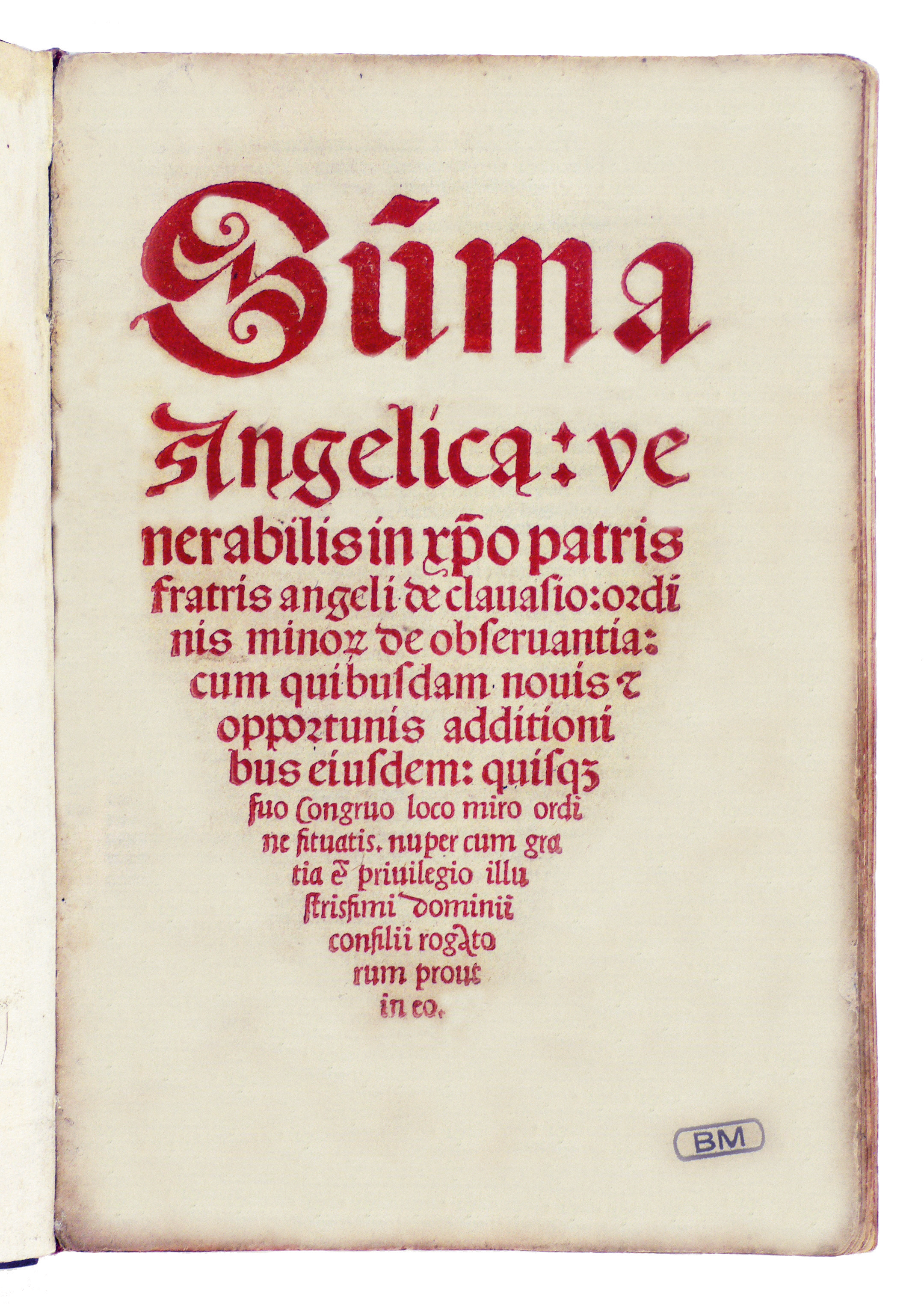
Summa Angelica, 1511 (Fondazione Mansutti, Milano)

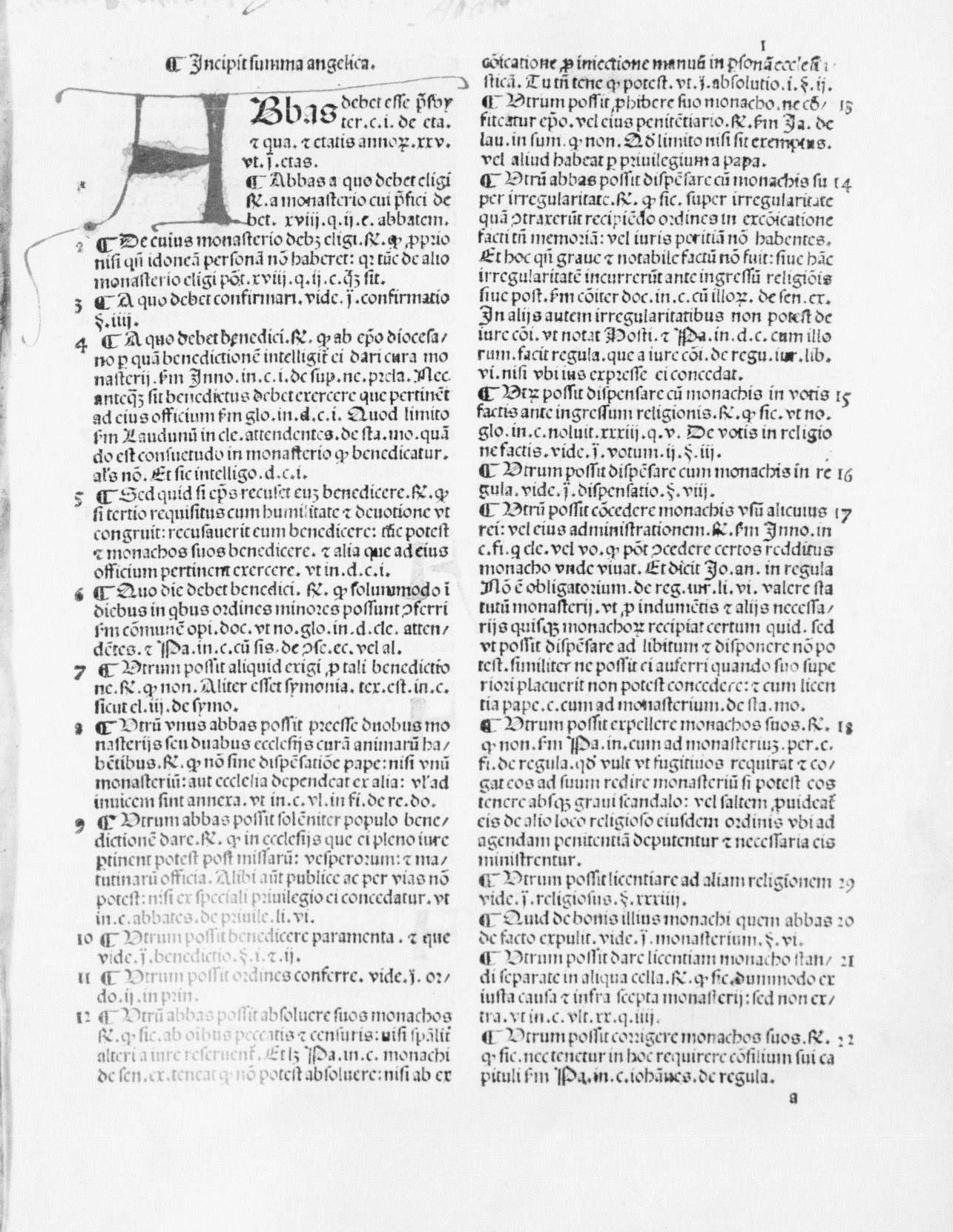
Summa angelica de casibus conscientiae, 1487

Dopo aver conseguito il dottorato in teologia morale all'Università di Bologna, si dedicò all'attività politica come senatore del Monferrato. Tuttavia, poco dopo i trent'anni entrò nell'ordine dei Francescani ispirato dalle loro attività rivolte ai poveri. Nei suoi campi d'interesse, in particolare la teologia morale, pubblicò diversi testi, in cui espose la propria dottrina e affrontò anche il tema delle opere di carità: fu tra i sostenitori della fondazione dei monti di pietà in favore dei poveri (Genova, 1483).
Per quattro trienni fu eletto Vicario generale dei minori osservanti; successivamente papa Sisto IV lo nominò commissario pontificio per alcune delicate missioni volte a consolidare la fede cristiane, motivo per cui accettò l'incarico di predicare a favore della crociata contro i turchi che occupavano Otranto. Morì a Cuneo nel convento di Sant'Antonio, l'11 aprile 1495, all'età di circa 84 anni.

## Opere
Una delle sue opere principali è la Summa casuum conscientiae, che raccoglie in ordine alfabetico un insieme di regole per chi vuole vivere la propria vita secondo il credo cattolico. Il libro affronta i temi della politica e dell'economia, oltre a quelli della teologia e della morale. L'opera venne stampata per la prima volta nel 1486 e godette di un vasto seguito, tale da ottenere circa trenta edizioni in altrettanti anni, ottenendo il soprannome di Summa Angelica. Il 10 dicembre 1520 Martin Lutero bruciò nella piazza di Wittenberg proprio questo volume, che chiamò Summa diabolica, insieme alla propria bolla di scomunica e alla Summa Theologiae di Tommaso d'Aquino.
Angelo da Chivasso scrive che una forma assicurativa è necessaria nel contratto di società, in particolare quando è frutto della fusione di tre contratti (contratto trino): un contratto di società tra un capitalista e un operaio, un contratto di assicurazione del capitale per il lavoratore (perché il capitalista cede in premio parte del proprio profitto), un contratto di cessione (percentuale del profitto in premio, in cambio di una somma fissa). L'autore è molto duro nel sostenere che l'attività di assicurazione, nell'atto di caricarsi di un rischio altri, non debba mai diventare una pratica di usura. Il cosiddetto contratto trino subì critiche e censure da parte del sacerdote piemontese Filiberto Ignazio Guillier nel XVIII secolo.

### Edizioni
- (LA) Summa angelica de casibus conscientiae, Chivasso, Jacobino Suigo, 1486.
- (LA) Summa angelica de casibus conscientiae, Venezia, Giorgio Arrivabene, 1487.

### Manoscritti

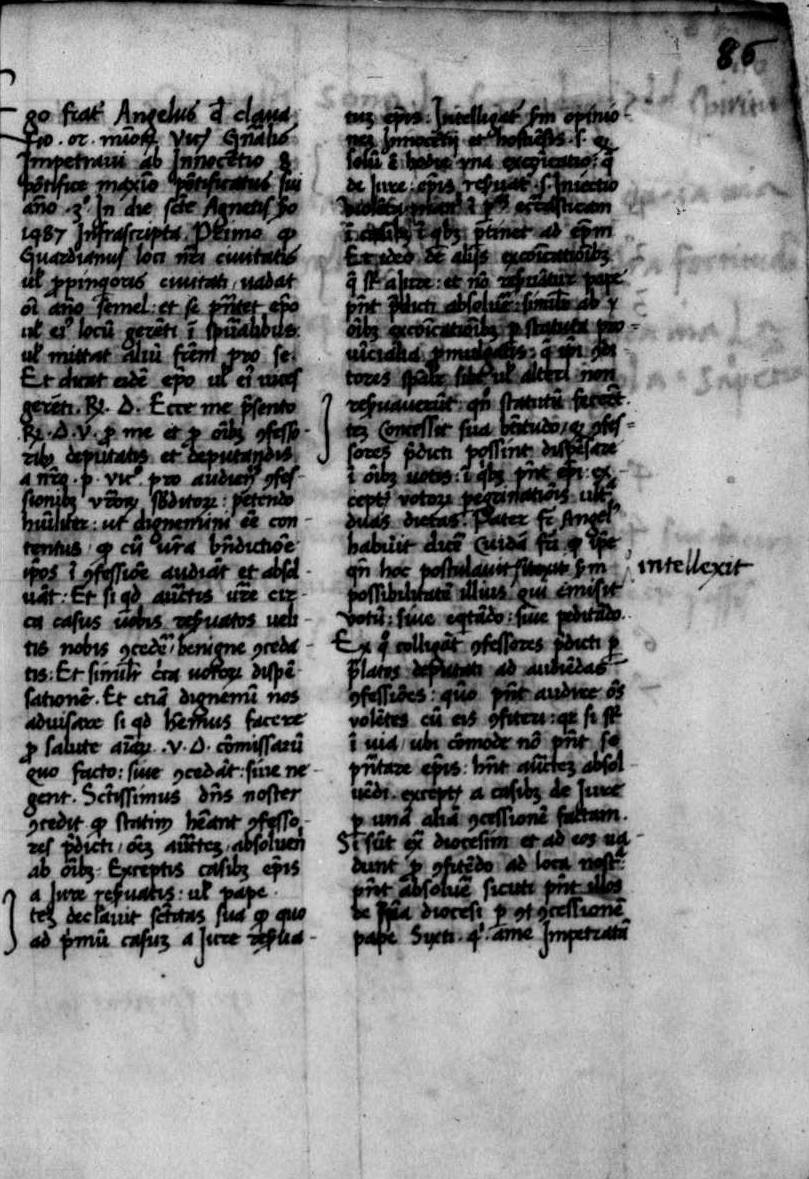
Nota circa facultates fratribus suis ab Innocentio VIII circa confessiones audiendas, 28 gennaio 1487, manoscritto

- Nota circa facultates fratribus suis ab Innocentio VIII circa confessiones audiendas, 28 gennaio 1487, XIII-XIV secolo, Milano, Biblioteca Ambrosiana, Fondo manoscritti, ms. A 33 sup.,  ff. 86r-v.

## Culto
Nel 1625 venne istituito il processo di beatificazione, ma fu beatificato solo nel 1753 da papa Benedetto XIV. Il suo corpo venne sistemato in un'urna all'interno del convento di Sant'Antonio, dove si conservò perfettamente. Secondo la tradizione religiosa era "incorrotto e flessibile, ed emanava un odore soavissimo". Il corpo mummificato è ancora visibile all'interno del santuario degli Angeli di Cuneo
Il beato Angelo Carletti è patrono di Chivasso ed è venerato anche come uno dei patroni di Cuneo dal momento che, secondo la tradizione, offrì protezione contro l'assedio dei francesi deviando le cannonate dirette contro la città. La venerazione popolare considera un ulteriore miracolo il fatto che non vi furono vittime durante il disastroso crollo del tamburo e della cupola del santuario degli Angeli il 30 dicembre 1996. Villa Oldofredi Tadini di Cuneo, insediamento agricolo del XIV secolo inserito nel sistema dei "Castelli Aperti" del Basso Piemonte, conserva nella cappella settecentesca il saio appartenuto al religioso. La città di Genova - nella quale fondò assieme al cardinale-doge Paolo Fregoso il locale monte di pietà (attuale Banca Carige) - gli ha intitolato una via nel quartiere di Voltri.

## Opere
- Summa Angelica
  - Edizioni principali:
    - Chivasso: Jacobinus Suigus (Giacomino Suigo), 1486
    - Venezia: Georgius Arivabene, 1487
    - Venezia: Nikolaus de Frankfurt, 1487
    - Spira: Peter Drach, 1488
    - Norimberga: Anton Koberger, 1488
    - Venezia: Georgius Arrivabene, 1489
    - Strasburgo: Martinus Flach, 1489
    - Lione: Jean du Pré, 1490
    - Lione: Jean du Pré, 1492i:
    - François Penon, Hymnus Angelicus, sive Doctoris Angelici Summae Theologiae Rythmica Synopsis (Parigi, 1651)
    - Angelo Carletti, Summae Angelicae Compendium, ed. Maurizio di Monteregali (Cuneo: tipografia di Christophori Strabellae, 1628)
- Tractatus de Restitutionibus
  - Edizione: Honorius Marentinus de Summaripa, 2 Vols. (Roma, 1771-1772)
  - Autore: Antonio de Cordoba
- Declaratio seu Interpretatio Bullarum Indulgentiarum Sixti IV
  - Edizione: Firenze, Nicolaus Laurentii, 1481
- Officium et Missam de Quinque Martyribus Ordinis Minorum
- Anecdotum (…) in quo agit de contractibus
  - Edizione: Milano, 1768 [sui contratti e l’usura]
- Manuscriptum Venerabilis Servi Dei Beati Angeli Carletti a Clavasio Pedemontani
  - Edizione: Marentinus Honorius de Summaripa Nemoris (Milano: Joseph Marellum, 1767)
  - Contenuto: Manuale conciso per i confessori, che inizia con considerazioni per la scelta del confessore giusto. Segue una esposizione dettagliata dei dieci comandamenti in relazione al peccato e una trattazione dei peccati mortali. La superbia è vista come il peccato più importante, alla base di tutti i peccati.